# The Lost City (film, 2022)
The Lost City är en amerikansk action-komedifilm från 2022. Filmen är regisserad av bröderna Nee, som även har skrivit manus tillsammans med Oren Uziel och Dana Fox.
Filmen hade biopremiär i Sverige den 20 april 2022, utgiven av Paramount Pictures.

## Rollista (i urval)
- Sandra Bullock – Loretta Sage / Angela
- Channing Tatum – Alan Caprison / Dash McMahon
- Daniel Radcliffe – Abigail Fairfax
- Da'Vine Joy Randolph – Beth Hatten
- Patti Harrison – Allison
- Oscar Nunez – Oscar
- Brad Pitt – Jack Trainer
- Bowen Yang – Ray the Moderator
- Joan Pringle – Nana
- Héctor Aníbal – Rafi
- Thomas Forbes-Johnson – Julian